# Казанув (гміна)
Гміна Казанув (пол. Gmina Kazanów) — місько-сільська гміна у центральній Польщі. Належить до Зволенського повіту Мазовецького воєводства.
Станом на 31 грудня 2011 у гміні проживало 4676 осіб.

## Площа
Згідно з даними за 2007 рік площа гміни становила 94.76 км², у тому числі:
- орні землі: 80.00%
- ліси: 14.00%

Таким чином, площа гміни становить 16.59% площі повіту.

## Населення
Станом на 31 грудня 2011:
| Опис     | Загалом | Загалом | Чоловіки | Чоловіки | Жінки | Жінки |
| -------- | ------- | ------- | -------- | -------- | ----- | ----- |
| одиниця  | осіб    | %       | осіб     | %        | осіб  | %     |
| все      | 4676    | 100     | 2369     | 50.66    | 2307  | 49.34 |
| міське   | 0       | 100     | 0        |          | 0     |       |
| сільське | 4676    | 100     | 2369     | 50.66    | 2307  | 49.34 |

## Сусідні гміни
Гміна Казанув межує з такими гмінами: Ілжа, Скаришев, Тчув, Цепелюв.